# 普莱德尔斯海姆
普莱德尔斯海姆是德国巴登-符腾堡州的一个市镇。总面积10.18平方公里，总人口6313人，其中男性3107人，女性3206人（2011年12月31日），人口密度620人/平方公里。